# Arelya Karasoy
Arelya Karasoy est une joueuse de volley-ball turque née le 14 décembre 1996 à Ankara. Elle mesure 1,82 m et joue au poste de passeuse. 

## Clubs
| Club                        | De        | À         |
| --------------------------- | --------- | --------- |
| Ankara Vakıfbank            | 2006-2007 | 2008-2009 |
| TVF Spor Lisesi             | 2009-2010 | 2012-2013 |
| Eczacıbaşı İstanbul         | 2013-2014 | 2013-2014 |
| Sarıyer Belediyesi          | 2014-2015 | 2016-2017 |
| Beylikdüzü Voleybol İhtisas | 2017-2018 | 2017-2018 |
| Beşiktaş İstanbul           | 2018-2019 | 2019-2020 |
| Aydın BBSK                  | jan 2020  | mai 2020  |
| Kuzeyboru Spor Kulübü       | 2020-2021 | …         |

## Palmarès
- Championnat de France :
  - Finaliste en 2024.

- Coupe de France (1) :
  - Vainqueur en 2024.

### Distinctions individuelles
- Meilleure passeuse du Championnat de France 2023-2024.